# J. Allen Hynek
Dr. Josef Allen Hynek (n. 1 mai 1910 – d. 27 aprilie 1986) a fost un astronom american, profesor și ufolog. Este cel mai cunoscut, probabil, pentru studiile sale privind OZN-urile. A colaborat în calitate de consultant științific la studiile ufologice efectuate de către U.S. Air Force sub trei nume consecutive:
1. Project Sign (1947–1949),
2. Project Grudge (1949–1952) și
3. Project Blue Book (1952 - 1969).

Zeci de ani după aceea, el a realizat independent propria cercetare a OZN-urilor, dezvoltând sistemul de clasificare al întâlnirilor, fiind considerat părintele conceptului de analiză științifică atât a rapoartelor cât și, mai ales, a căutării dovezilor lăsate de presupuse OZN-uri.

## Viața timpurie și cariera

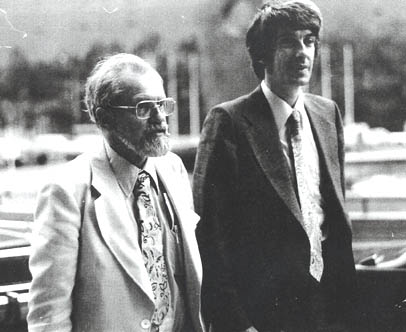
Allen Hynek (stânga) şi Jacques Vallee (dreapta)

Hynek s-a născut în Chicago, din părinți cehi. În 1931, Hynek și-a luat diplomă de licență la Universitatea din Chicago. În 1935, a luat un doctorat în astrofizică la Observatorul Yerkes. El s-a alăturat Departamentului de Fizică și Astronomie de la Universitatea de Stat din Ohio în 1936. S-a specializat în studiul evoluției stelare și în identificarea binară spectroscopică.
În timpul celui de-al doilea război mondial, Hynek a fost cercetător civil la laboratorul de fizică aplicată de la Johns Hopkins, unde a contribuit la dezvoltarea focosului radio de proximitate folosit de Marina Statelor Unite.
După război, Hynek a revenit la Departamentul de fizică și astronomie de la Universitatea de Stat din Ohio, devenind profesor titular în 1950.
În 1956, a părăsit Universitatea pentru a se alătura profesorului Fred Whipple, astronom Harvard de la Observatorul Smithsonian de astrofizică, care era combinat cu Observatorul Harvard de la Harvard. Hynek s-a ocupat cu urmărirea unui satelit spațial american, un proiect pentru Anul Geofizic Internațional în 1956 și următorii. În plus față de cele peste 200 de echipe de oameni de știință amatori din întreaga lume care au făcut parte din Operațiunea Moonwatch, acolo erau 12 stații fotografice Baker-Nunn. O cameră specială de înregistrare a fost concepută pentru această activitate și un prototip a fost construit și testat și apoi dezasamblat atunci când, pe 4 octombrie 1957, Uniunea Sovietică a lansat primul său satelit, Sputnik.
După finalizarea lucrărilor sale privind satelitul american, Hynek s-au întors în învățământ, ocupându-și poziția de profesor, fiind numit președinte al departamentului de astronomie de la Universitatea Northwestern în 1960.
Joel Hynek, fiul său, este un câștigător al Premiului Oscar pentru efecte vizuale, el regizând așa-numitul efect de camuflaj al Predatorului pentru R/Greenberg Associates (R/GA).

## Implicarea timpurie în studiul OZN-urilor (Proiectul Blue Book)
Ca răspuns la multiplele observații ale unor "farfurii zburătoare" (mai târziu numite obiecte zburătoare neidentificate), Forțele Aeriene ale Statelor Unite ale Americii au inițiat Project Sign în 1948; mai târziu aceasta a fost continuat ca Project Grudge, care, la rândul său, a devenit Project Blue Book în 1952. Hynek a fost chemat pentru a colabora în cadrul proiectului Sign în calitate de consultant științific pentru investigarea rapoartelor privind OZN-urile. Hynek a studiat un raport OZN și a decis ulterior că descrierea respectivului OZN sugerează un obiect astronomic cunoscut.
Când Hynek s-a alăturat proiectului Sign, el a fost inițial sceptic vizavi de rapoartele privind OZN-urile. Hynek a suspectat că rapoartele OZN au fost făcute de către martori care nu erau de încredere sau de către persoane care au identificat greșit obiecte făcute de om sau naturale. În 1948, Hynek a declarat că "întregul subiect pare ridicol," și a l-a descris ca fiind un moft, care va trece în curând.
În primii ani de studiu al OZN-urilor, Hynek ar putea fi numit fără tăgadă ca o persoană implicată puternic în demascarea fenomenului OZN. El a crezut că un mare număr de OZN-uri ar putea fi explicate ca fenomene prozaice identificate în mod eronat de către observator. Dar, dincolo de aceste cazuri destul de evidente, Hynek a trecut dincolo de limita logicii în încercarea sa de a explica cât mai multe rapoarte de OZN-uri ca fiind false. În cartea sa din 1977, Hynek a recunoscut că el s-a bucurat de rolul său de demistificator al Forțelor Aeriene. De asemenea, el a remarcat că acest lucru era exact ceea ce Forțele Aeriene așteptau de la el.

### Schimbare a opiniei
Opiniile lui Hynek despre OZN-uri au început să sufere o schimbare lentă și treptată. După ce a examinat sute de rapoarte de-a lungul deceniilor (inclusiv unele făcute de martori credibili, inclusiv astronomi, piloți, ofițeri de poliție și personal militar), Hynek a concluzionat că unele rapoarte sunt observații empirice autentifice.
O altă schimbare a opiniei lui Hynek a intervenit după efectuarea unui sondaj informal în rândul colegilor săi astronomi la începutul anilor 1950. Printre cei chestionați de Hynek a fost și Dr. Clyde Tombaugh, cel care a descoperit planeta pitică Pluto. Din cei 44 de astronomi, cinci (peste 11 la sută) au văzut obiecte aeriene care nu pot fi explicate în niciun fel de știința mainstream. Cei mai mulți dintre acești astronomi nu au dezvăluit ceea ce au văzut de teama de a fi ridiculizați sau că-și vor deteriora reputațiile sau carierele. (Tombaugh a fost o excepție, care nu s-a ferit să descrie deschis propriile observații ale unor OZN-uri). Hynek, de asemenea, a remarcat faptul că acest raport de 11% este mai mare decât procentul oamenilor obișnuiți care au pretins că au văzut OZN-uri. Mai mult, astronomii au probabil mai multe cunoștințe vaste decât publicul larg despre observarea cerului și evaluarea a ceea ce văd, astfel încât observațiile lor au fost, fără îndoială, mult mai impresionante. Hynek a fost, de asemenea, tulburat de ceea ce el considera ca fiind o atitudine de desconsiderare sau arogantă din partea majorității oameni de știință mainstream față de rapoartele OZN și față de martori.
Prima dovadă privind schimbarea opiniei lui Hynek a apărut în 1953, când acesta a scris un articol pentru numărul din aprilie 1953 al Journal of the Optical Society of America, articol intitulat "Fenomene aeriene neobișnuite" și care conținea ceea ce avea să devină, probabil, cea mai bine cunoscută declarație a lui Hynek:
"Ridicolul nu face parte din metoda științifică și nu ar trebui să fie prezentat așa ceva oamenilor. Fluxul constant de rapoarte, de multe ori realizat în colaborare cu observatori fiabili, ridică întrebări privind obligația și responsabilitatea științifică. Este acolo ... orice fel de reziduu care să fie demn de atenție științifică? sau, dacă nu există, nu avem o obligație de a spune acest lucru publicului, dar nu în cuvinte de ridiculizare pe față, ci la modul serios, pentru a păstra încrederea publicului în știință și în oamenii de știință? "(Sublinieri în original)
Eseul a fost foarte atent formulat: Hynek nu afirmă că OZN-urile sunt un fenomen extraordinar. Dar este clar că, indiferent de opiniile sale, Hynek a fost din ce în ce mai tulburat observând modul superficial în care majoritatea oamenilor de știință au tratat fenomenul OZN. În 1953, Hynek a fost un membru asociat al comitetului Robertson, care a concluzionat că nu era nimic anormal în privința OZN-urilor și că o campanie de relații publice ar trebui să fie întreprinsă pentru a demitiza acest subiect și de a reduce interesul public. Hynek, mai târziu, s-a plâns că acest comitet științific a ajutat la defăimarea studiului științific al OZN-urilor.
Atunci când rapoartele OZN au continuat într-un ritm constant, Hynek a alocat ceva timp pentru a le studia și a stabilit ca unele erau profund enigmatice, chiar și după un studiu considerabil. La un moment dat, el a spus: "Ca om de știință trebuie să fiu conștient de lecțiile trecutului; de prea multe ori s-a întâmplat ca probleme de mare valoare pentru știință au fost trecute cu vederea, deoarece noul fenomen nu se potrivea cu perspectivele științifice acceptate ale perioadei."
Într-un interviu din 1985, când a fost întrebat ce anume a dus la schimbarea sa de opinie, Hynek a răspuns, "Două lucruri, de fapt. Unul a fost atitudinea complet negativă și inflexibilă a Forțelor Aeriene. Acestea nu ar da OZN-urilor nicio șansă de a exista, chiar dacă ar zbura ziua în sus și jos de-a lungul unei străzi pline [de oameni]. Totul trebuia să aibă o explicație. [...] Nu se poate presupune că totul este negru, indiferent despre ce este vorba. În al doilea rând, calibrul unor martori a început să mă pună pe gânduri. Au fost câteva cazuri în care martorii erau piloți militari, de exemplu, și știam că aceștia sunt destul de bine instruiți, astfel încât am început să cred că, ei bine, poate că a fost ceva până la urmă".
Indiferent de opiniile sale personale, Hynek a fost, în general, urmărea încă linia dinainte trasată de Ruppelt în cadrul proiectului Blue Book: Nu există OZN-uri și rapoartele pot fi în mare parte explicate ca greșeli de identificare.
Hynek a rămas alături de proiectul Sign și după ce acesta a devenit proiectul Grudge (deși s-a implicat mult mai puțin decât la proiectul Sign). Proiectul Grudge a fost înlocuit cu Project Blue Book la începutul anului 1952. Hynek a continuat în calitate de consultant științific la Proiectul Blue Book. Căpitanul Air Force Edward J. Ruppelt (primul director al proiectului Blue Book) spunea despre Hynek că "a fost unul dintre cei mai impresionanți oamenii de știință pe care i-am întâlnit în timp ce am lucrat la proiectul privind OZN-urile, și am întâlnit mulți oameni buni. El nu a făcut două lucruri pe care unii dintre ei le-au făcut: să dea răspunsul înainte de a cunoște problema sau să înceapă imediat să-și expună realizările sale în domeniul științei."
Deși Hynek l-a considerat pe Ruppelt ca fiind un director capabil să conducă Proiectul Blue Book în direcția cea bună, Ruppelt a fost la conducerea Blue Book doar câțiva ani. Hynek a declarat că după plecarea lui Ruppelt, în opinia sa, Proiectul Blue Book a fost puțin mai mult decât un exercițiu de relații publice, deoarece puține cercetări sau chiar deloc au fost realizate prin metoda științifică.
Hynek a început ocazional să fie în dezacord public cu concluziile Blue Book. Până la începutul anilor 1960, după aproximativ un deceniu și jumătate de studiu, Clark scrie că "schimbarea aparent a opiniei lui Hynek cu privire la problema OZN a fost un secret."  Abia după ce Blue Book a fost dizolvat oficial a început Hynek să vorbească mai deschis despre acest lucru.
Prin natura sa, Hynek era precaut și conservator. El a speculat că personalitatea sa a fost un motiv pentru care Forțele Aeriene l-au ținut drept consultant timp de peste două decenii.
Unii ufologi au crezut că Hynek a fost necinstit sau chiar duplicitar în ceea ce privește această schimbare de opinie. Fizicianul Dr. James E. McDonald, de exemplu, i-a scris lui Hynek în 1970, sugerând că, atunci când va fi evaluat de către generațiile viitoare, maiorul retras Donald E. Keyhoe ar putea fi considerat un ufolog mult mai obiectiv, cinstit și mai științific.
Acest lucru avea loc în timpul ultimelor stadii ale proiectului Blue Book din anii 1960 când Hynek a început să vorbească deschis despre dezacordurilor și dezamăgirile sale privind Air Force. Printre cazurile în care și-a exprimat deschis o opinie separată față de Air Force au fost extrem de mediatizata Urmărirea OZN din Comitatul Portage (en) (în care mai mulți ofițeri de poliție au urmărit un OZN timp de cca. o jumătate de oră), și întâlnirea de Lonnie Zamora. Un ofițer de poliție, Zamora, a raportat o întâlnire cu un fel de avion metalic în formă de ou lângă Socorro, New Mexico.
La sfârșitul lunii martie 1966, în Michigan, au fost raportate timp de două zile numeroase OZN-uri, acest caz beneficiind de o publicitate semnificativă. După studierea rapoartelor, Hynek a emis o ipoteză provizorie pentru unele dintre aceste apariții: câțiva din cei aproximativ 100 de martori au confundat gazul de mlaștină cu ceva mult mai spectaculos. La conferința de presă în care a făcut acest anunț, Hynek a specificat în mod repetat că gazul de mlaștină ar fi o explicație plauzibilă pentru doar o parte a incidentelor OZN de la Michigan și cu siguranță nu pentru toate rapoartele OZN în general. Dar, spre marea sa dezamăgire, explicațiile lui Hynek au fost în mare parte trecute cu vederea, iar cuvintele "gaz de mlaștină" au fost repetate la infinit în legătură cu rapoartele OZN. Explicația a ajuns în cele din urmă subiect de batjocură națională în SUA.

## Centrul pentru studii OZN(CUFOS)
Hynek a fost fondator și director al Centrului pentru studii OZN (CUFOS). Fondată în 1973 (inițial în Evanston, Illinois, dar acum cu sediul în Chicago), CUFOS este o organizație care insistă asupra analizei științifice a fenomenului OZN. Arhivele extinse CUFOS includ informații valoroase din partea unor grupuri de cercetare civilă, cum ar fi NICAP, unul dintre cele mai populare și credibile grupuri de cercetare a OZN-urilor din anii 1950 și 1960.

## Discurs în fața Națiunilor Unite
În noiembrie 1978, o declarație cu privire la OZN-uri a fost prezentată de către Dr. Allen Hynek, în numele lui însuși, a Dr. Jacques Vallée și a Dr. Claude Poher. Acest discurs a fost elaborat și aprobat de către cei trei autori, înainte de a fi prezentat în fața Adunării Generale a Națiunilor Unite. Obiectivul a fost de a iniția o autoritate centralizată ONU de studiere a OZN-urilor.

## Ipoteze privind originea OZN-urilor
În 1973, la Simpozionul anual MUFON care a avut loc în Akron, Ohio, Hynek a început să-și exprime îndoielile sale în ceea ce privește ipoteza extraterestră (denumită anterior „interplanetară” sau „intergalactică”). Punctul său principal de vedere a dus la denumirea discursului: „The Embarrassment of the Riches” (aproximativ „Strâmtorarea bogățiilor.”) El a fost conștient de faptul că numărul OZN-urilor a fost mult mai mare decât cel din statisticile proiectului Blue Book. Acest lucru l-a nedumerit. „Câteva observații bune pe an, peste tot în lume, ar consolida ipoteza extraterestră, dar ce facem cu miile de cazuri din fiecare an? Din regiuni îndepărtate ale spațiului? Și în ce scop? Pentru a ne speria pe noi oprindu-ne mașinile, tulburând animale și pentru a ne încurca cu poznele lor aparent inutile?”
În 1975, într-o lucrare prezentată la Simpozionul comun al Institutului American de Aeronautică și Astronautică din Los Angeles, a scris: "Dacă aveți obiecții, vă cer să explicați - cantitativ, nu calitativ - fenomenele raportate de materializare și dematerializare, de modificări ale formei, de plutire silențioasă în câmpul gravitațional al Pământului, accelerațiile care - pentru o masă apreciabilă - necesită surse de energie cu mult dincolo de capacitățile actuale - chiar și dincolo de capacitățile teoretice; bine-cunoscutele și de multe ori raportatele interferențe electromagnetice, efectele psihice asupra observatorilor, inclusiv pretinsele comunicații telepatice."
În 1977, la primul Congres Internațional OZN din Chicago, Hynek și-a prezentat punctul de vedere în discursul intitulat „Ceea ce cred eu cu adevărat despre OZN-uri.” „Eu nu cred”, a spus el, „că fenomenul OZN ca un întreg este real, dar nu înseamnă neapărat că [se poate explica printr-un] singur lucru. Trebuie să ne întrebăm cumva dacă diversitatea OZN-urilor observate ... [implică că] toate provin din aceeași sursă de bază, la fel ca fenomenele meteorologice, care provin toate din atmosferă”, sau dacă acestea diferă, „ca o ploaie meteoritică, care, la rândul ei diferă de o una de raze cosmice”. Noi nu trebuie să ne întrebăm, a spus Hynek, care ipoteză poate explica cele mai multe lucruri, dar trebuie să ne întrebăm care ipoteză poate explica faptele cele mai enigmatice.
„Există suficiente dovezi pentru a apăra atât ipoteza IET cât și IED”, a continuat Hynek. Ca dovadă pentru IET (inteligența extraterestră) a menționat, de exemplu, cazurile radar ca o bună dovadă a unor [obiecte] solide, dar și cazurile urmelor fizice. Apoi se întoarce la apărarea ipotezei IED (a inteligenței extradimensionale). Pe lângă aspectul de materializare și dematerializare el a citat fenomenul „poltergeist” cunoscut de unii oameni după o întâlnire apropiată cu OZN-urile, fotografiile unor OZN-uri, de câteva ori surprinse doar pe un singur cadru, și neobservate de martori, schimbarea formei chiar sub ochii martorilor, problema nerezolvată a comunicării telepatice, sau la în întâlnirile apropiate de gradul al treilea în care creaturile par a fi acasă sub influența gravitației și atmosferei Pământului, liniștea bruscă ce se instalează odată cu prezența navei; levitația mașinilor sau a persoanelor, dezvoltarea de către unii oameni a unor abilități psihice după o astfel de întâlnire. „Avem două aspecte ale unui fenomen sau două seturi diferite de fenomene?” s-a întrebat Hynek.
În cele din urmă el a introdus o a treia ipoteză. „Țin să cred că este în întregime posibil”, a spus el, „să existe o tehnologie care să înglobeze atât fizicul și psihicul, materialul și mentalul. Există stele care sunt cu milioane de ani mai în vârstă decât Soarele. Deci este posibil să existe o civilizație care este cu milioane de ani mai avansată decât cea a omului. Am trecut de la [aeroplanul] Kitty Hawk la [zborul pe] Lună în cca. șaptezeci de ani, dar este posibil ca o civilizație de milioane de ani, să știe ceva ce noi nu știm ... am emis ipoteza unei «tehnologii M&M», care să cuprindă atât tărâmurile mentale cât și cele materiale. Tărâmurile psihice, atât de misterios pentru noi astăzi, pot fi o parte obișnuită a unei tehnologii avansate.”
În cartea din 1975 scrisă de Hynek și Vallee, The Edge of Reality, Hynek a publicat o fotografie stereoscopică a unui OZN făcută în timpul unui zbor. Potrivit cărții obiectul a stat la vedere suficient de mult pentru ca Hynek să scoată aparatul său de fotografiat din bagaje și să facă două imagini. Ufologul Robert Sheaffer scrie în cartea sa Psychic Vibrations că Hynek se face că a uitat că a fotografiat și publicat aceste două fotografii, deoarece a declarat unui reporter de la Toronto Globe and Mail că el nu a văzut niciun OZN. Articolul notează că Hynek spune că în toți acești ani el a căutat în sus dar „el nu a mai văzut” ceea ce i-ar fi plăcut atât de mult să vadă. „Oh, subiectul a fost atât de ridiculizat încât n-aș anunța niciodată că am observat un OZN, chiar dacă am văzut unul - nu fără un martor”.

## Filmul lui Steven Spielberg
Hynek a dezvoltat în prima sa carte o clasificare a întâlnirilor cu OZN-urilor pentru a fi mai bine catalogate diferite rapoarte din acest domeniu. Dr. Hynek a fost, de asemenea, consultant al companiei Columbia Pictures și al lui Steven Spielberg la cunoscutul film din 1977 despre OZN-uri, Întâlnire de gradul trei (Close Encounters of the Third Kind), în care a avut și o apariție scurtă: fără a spune nimic, el este văzut cu barbă și o cu o pipă în gură privind tot spectacolul aterizării unei nave-mamă extraterestre.

## Studiile lui Hynek privind fluctuațiile luminii stelelor
Următoarele rapoarte au fost create de către Dr. J. Allen Hynek. Aceste documente oferă o privire rară în viața dr. J. Allen Hynek departe de studiul său privind fenomenul OZN.
- Fluctuations of Starlight and Skylight #1
- Fluctuations of Starlight and Skylight #2
- Fluctuations of Starlight and Skylight #3
- Fluctuations of Starlight and Skylight #4
- Fluctuations of Starlight and Skylight #5
- Fluctuations of Starlight and Skylight #6
- Fluctuations of Starlight and Skylight #7
- Fluctuations of Starlight and Skylight #8

## Deces
La 27 aprilie 1986, la 75 de ani, Hynek a decedat din cauza unei tumori maligne pe creier la Spitalul Memorial din Scottsdale, Arizona.

## Cărți
- J. Allen Hynek. The UFO Experience: A scientific enquiry (1972) ISBN 978-1-56924-782-2
- J. Allen Hynek, Jacques Vallée. The Edge of Reality: A progress reports on the unidentified flying objects, (1975) ISBN 978-0-8092-8150-3
- J. Allen Hynek. The Hynek UFO Report (1977)
- J. Allen Hynek, Philip Imbrogno, Bob Pratt. Night Siege – The Hudson Valley UFO Sightings (1987)

## Legături externe
- Our Speaker Tonight: Josef Allen Hynek at Saturday Night Uforia
- J. Allen Hynek Papers, 1925-1988, Northwestern University Archives, Evanston, Illinois
- FBI File on Dr. J. Allen Hynek Arhivat în 21 noiembrie 2010, la Wayback Machine.
- J. Allen Hynek: The Pied Piper of Ufology? Arhivat în 4 septembrie 2004, la Wayback Machine. (dead link)
- Interview with J. Allen Hynek by Ian Ridpath (New Scientist, 1973 May 17)
- Interview With J. Allen Hynek, Nature 1975, Vol. 251, p. 369 Arhivat în 11 decembrie 2010, la Wayback Machine.
- Close Encounter with Dr. J. Allen Hynek, by Dennis Stacy, 1985 Arhivat în 11 decembrie 2010, la Wayback Machine.
- Dr. J. Allen Hynek at UFOMind Arhivat în 21 noiembrie 2010, la Wayback Machine.
- Dr. J. Allen Hynek 1985 interview
- French biography on Dr. J. Allen Hynek Arhivat în 6 februarie 2012, la Wayback Machine.
- Dr. J. Allen Hynek's statement before the committee on science and astronautics, July 1968
- Dr. J. Allen Hynek's biography at Ufopsi Arhivat în 31 octombrie 2005, la Wayback Machine.
- Dr. J. Allen Hynek's biography in Spanish
- Historical Documents from the Phillip Klass collection of Robert Sheaffer concerning Hynek

## Vezi și
- Project Blue Book (serial TV)